# 大葉大學
大葉大學（英語：Dayeh University，DYU），簡稱大葉，是一所位於台灣彰化縣大村鄉的私立大學，由大葉集團創立。校區位處八卦台地山麓，前身為1990年創立的大葉工學院，1997年升格大學。

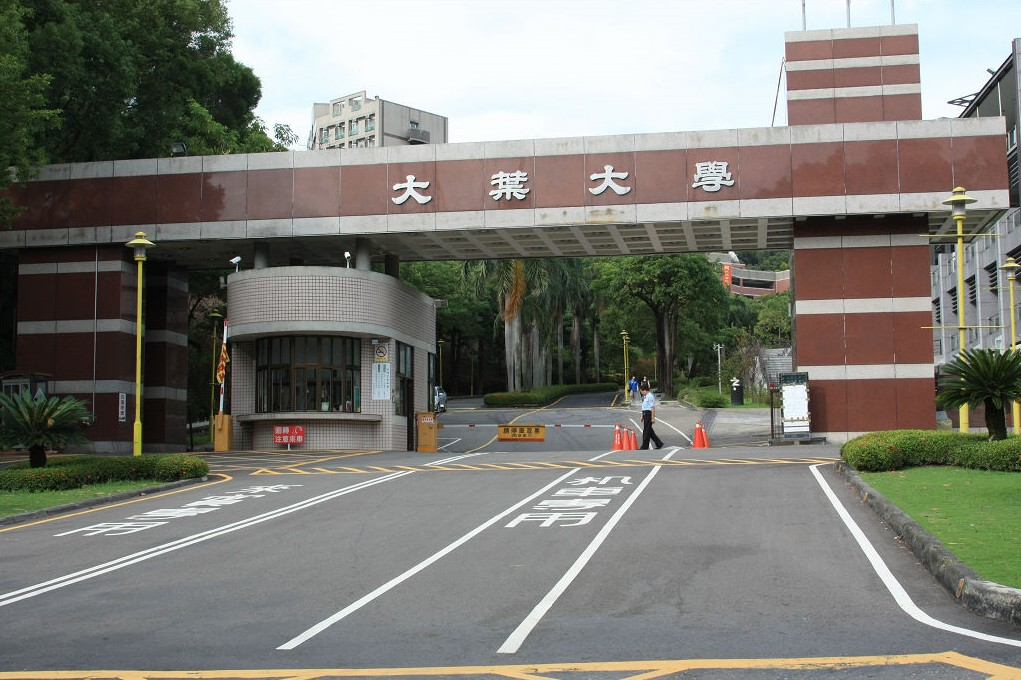
大葉大學校門

## 校史沿革

### 工學院時期
1988年，大葉集團申請籌設。

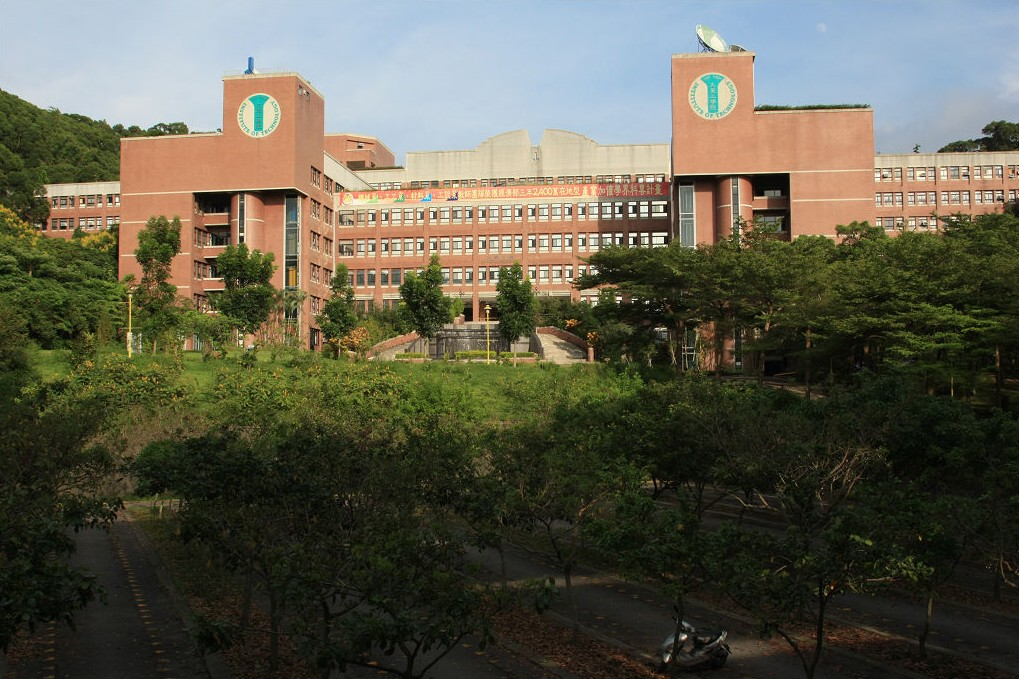
大葉大學工學大樓

1990年3月，大葉工學院核准招生，初期設有工業設計學系、電機工程學系、工業工程學系、機械工程學系、食品工程學系五個學系。
1990年8月，劉水深教授擔任首任校長。行政大樓、管理大樓落成啟用。

### 大學時期
1997年，改名為大葉大學。
2020年，大葉大學轉運站候車亭啟用，並建置大葉之行APP，提供校外人士以及該校師生查詢校車的動態資訊。
2021年，英國QS亞洲大學排名全台第42名。
2022年，遠見台灣最佳大學評比全國最佳私立大學第26名。同年亦榮獲教育部永續循環校園示範計畫新台幣350萬元補助，為中南部唯一獲補助的大學，將建置校園為中區永續循環教育園區，另外獲評世界綠色大學評比全台私立綜合大學第一。

## 歷任董事長
| 屆別 | 姓名     | 任期                  |
| ---- | -------- | --------------------- |
| 1-6  | 葉松根   | 1989年4月～2004年12月 |
| 6    | 葉育恩   | 2004年12月～2007年4月 |
| 7-10 | 黃正雄   | 2007年4月～2020年11月 |
| 10   | 葉林月昭 | 2021年1月～2022年4月  |
| 11   | 黃營杉   | 2022年6月～2022年11月 |
| 11   | 韓繼綏   | 2023年7月～迄今       |

## 歷任校長
| 任期 | 期間            | 姓名   | 簡歷                                   |
| ---- | --------------- | ------ | -------------------------------------- |
| 1–2  | 1990.08-2004.07 | 劉水深 | 工學院院長，美國西北大學企業管理學博士 |
| 代理 | 2004.08-2004.09 | 陳明造 | 美國俄亥俄州立大學博士                 |
| 3    | 2004.10-2006.07 | 洪敏雄 | 美國北卡羅萊納州立大學材料工程學博士   |
| 代理 | 2006.08-2007.01 | 梁卓中 | 國立清華大學動力機械研究所博士         |
| 4    | 2007.02-2007.07 | 顏鴻森 | 美國普渡大學機械工程設計組博士         |
| 代理 | 2007.08-2007.10 | 何偉真 | 美國佛羅里達大學植物學博士             |
| 5    | 2007.10-2010.10 | 何偉真 | 美國佛羅里達大學植物學博士             |
| 6–7  | 2010.10-2016.08 | 武東星 | 國立中山大學電機工程學博士             |
| 8    | 2016.08-2017.09 | 歐嘉瑞 | 國立交通大學交通運輸 工學博士          |
| 代理 | 2017.09-2017.11 | 梁卓中 | 國立清華大學動力機械研究所博士         |
| 9–10 | 2017.11-2021.07 | 梁卓中 | 國立清華大學動力機械研究所博士         |
| 代理 | 2021.07-2022.05 | 顏鴻森 | 美國普渡大學機械工程設計組博士         |
| 11   | 2022.06-2022.11 | 顏鴻森 | 美國普渡大學機械工程設計組博士         |
| 代理 | 2022.11-2023.11 | 施英隆 | 美國布蘭代斯大學化學博士               |
| 12   | 2023.11-至今    | 方文昌 | 美國西北大學電腦科學博士               |

## 教學單位
| 工學院 | 機械與自動化工程學系(碩) | 電機工程學系(碩) | 資訊工程學系(碩) | 環境與安全工程學系(碩) | 半導體學士學位學程 |

| 企業管理學系(碩) | 會計與資訊管理學系(碩) | 財務金融學系 | 管理學院博士班 | 應用日語學系 |

| 設計暨藝術學院 | 設計學系(碩)               | 造形藝術學系(碩)     | 空間設計學系 |
| 設計暨藝術學院 | 多媒體數位內容學士學位學程 | 設計暨藝術學院碩士班 | 建築研究所   |

| 觀光餐旅學院 | 觀光休閒學系(碩) | 餐旅管理學系 | 烘焙暨飲料調製學士學位學程 |  |

| 護理暨健康學院 | 護理學系(碩) | 視光學系(碩)               | 運動健康管理學系(碩)     | 生物醫學系(碩)                 | 醫學工程學系(碩) |
| 護理暨健康學院 | 職能治療學系 | 藥用植物與食品保健學系(碩) | 視覺科學碩士在職學位學程 | 視健康產業管理碩士在職學位學程 | 學士後護理學系   |

## 關係事業
大葉集團自1964年成立以來，業務涵蓋了百貨、汽車及機車、重工生產事業、教育事業、生物科技事業、土地開發及投資事業等領域，如大葉高島屋（Dayeh Takashimaya）、大葉酒造股份有限公司（Dayeh Vintage Company）等事業。

## 註冊率
- 112學年度日間部學生人數4,167，專任老師人數258，日間部師生比16.15（學生數/老師數）。[4]
- 112學年度新生註冊率47.87%。
- 113學年度新生註冊率56.35%。

## 外部連結
- 大葉大學(Da-Yeh University, Taiwan)（页面存档备份，存于）
- 大葉大學的Facebook專頁
- YouTube上的大葉大學大葉人新聞網頻道